# Caballero (equipo ciclista)
El equipo Caballero, conocido posteriormente como Goudsmit-Hoff, fue un equipo ciclista neerlandés, que compitió profesionalmente entre el 1960 y el 1972.

## Principales victorias
- Omloop der Kempen: André van Middelkoop (1964)
- Campeonato de Flandes: Gerard Vianen (1967)
- Druivenkoers Overijse: John Schepers (1968)
- Tour de Berna: Leo Duyndam (1970)
- Ronda van Midden-Nederland: Gert Harings (1970)
- Circuito de las Ardenes flamencas-Ichtegem: Tino Tabak (1972)
- Vuelta a Andalucía: Jan Krekels (1972)

### A las grandes vueltas
- Tour de Francia:
  - 3 participaciones (1970, 1971, 1972)
  - 4 victorias de etapa :
    - 2 el 1971: Gerben Karstens, Jan Krekels
    - 2 el 1972: Leo Duyndam, Marinus Wagtmans

  - 0 clasificación final:
  - 0 clasificación secundaria:

- Giro de Italia
  - 0 participaciones

- Vuelta a España
  - 2 participaciones (1971, 1972)
  - 8 victories de etapas :
    - 2 el 1971: Gerben Karstens, Gert Harings
    - 6 el 1972: Gérard Vianen (2), Gert Harings (2), Jos van der Vleuten, Cees Koeken

  - 0 clasificación secundaria: